# Severnoïe (oblast de Novossibirsk)
Severnoïe (en russe : Северное) est un village de Russie situé dans l'oblast de Novossibirsk. Il est le siège administratif du raïon et de la municipalité du même nom. 

## Géographie
Severnoïe se trouve au bord de la Tartas au nord-ouest de l'oblast de Novossibirsk, à 360 km à vol d'oiseau de Novossibirsk. 

## Histoire
La localité est connue depuis 1727. 

## Population
Recensements (*) et estimations de la population,,: 
| 1959* | 1970* | 1979* | 1989* | 2002* | 2010* |
| ----- | ----- | ----- | ----- | ----- | ----- |
| 4 142 | 4 873 | 5 190 | 5 398 | 5 443 | 5 309 |

| 2012  | 2013  | 2014  | 2015  | 2016  | 2017  |
| ----- | ----- | ----- | ----- | ----- | ----- |
| 5 206 | 5 178 | 5 122 | 5 071 | 4 988 | 4 949 |

| 2018  | 2019  | 2020  | 2021* | - | - |
| ----- | ----- | ----- | ----- | - | - |
| 4 892 | 4 843 | 4 822 | 4 700 | - | - |